# Melissa McCarthy
Melissa Ann McCarthy (n. 26 august 1970, Plainfield⁠(d), Illinois, SUA) este o actriță, comediantă, scriitoare și producătoare americană.

## Filmografie

### Film
| An   | Film                                      | Rol                       | Note                                          |
| ---- | ----------------------------------------- | ------------------------- | --------------------------------------------- |
| 1998 | God                                       | Margaret                  | Film scurt                                    |
| 1999 | Go                                        | Sandra                    |                                               |
| 2000 | Charlie's Angels                          | Doris                     | (în Charlie's Angels: Full Throttle)          |
| 2000 | Drowning Mona                             | Shirley                   |                                               |
| 2000 | Auto Motives                              | Tonnie                    | Film scurt                                    |
| 2000 | Disney's The Kid                          | Sky King Waitress         |                                               |
| 2002 | Pumpkin                                   | Cici Pinkus               |                                               |
| 2002 | The Third Wheel                           | Marilyn                   |                                               |
| 2002 | White Oleander                            | Paramedic                 |                                               |
| 2003 | The Life of David Gale                    | Nico the Goth Girl        |                                               |
| 2003 | Chicken Party                             | Tot Wagner                |                                               |
| 2003 | Kim Possible: The Secret Files            | DNAmy                     | Voce                                          |
| 2003 | Charlie's Angels: Full Throttle           | Women at Crime Scene      | Bloopers (Credite)                            |
| 2006 | Cook-Off!                                 | Amber Strang              |                                               |
| 2007 | The Nines                                 | Margaret / Melissa / Mary |                                               |
| 2007 | The Captain                               | Fran                      |                                               |
| 2008 | Just Add Water                            | Selma                     |                                               |
| 2008 | Pretty Ugly People                        | Becky                     |                                               |
| 2010 | The Back-Up Plan                          | Carol                     |                                               |
| 2010 | Life as We Know It                        | DeeDee                    |                                               |
| 2011 | Bridesmaids                               | Megan                     |                                               |
| 2012 | This Is 40                                | Catherine                 |                                               |
| 2013 | Identity Thief                            | Diana/Dawn Budgie         |                                               |
| 2013 | The Hangover Part III                     | Cassy                     |                                               |
| 2013 | The Heat                                  | Det. Shannon Mullins      |                                               |
| 2014 | Tammy                                     | Tammy                     | De asemenea scenaristă și producător executiv |
| 2014 | St. Vincent                               | Maggie                    |                                               |
| 2015 | Spy                                       | Susan Cooper              |                                               |
| 2015 | B.O.O.: Bureau of Otherworldly Operations | Watts                     | Voce                                          |
| 2016 | The Boss                                  | Michelle Darnell          | De asemenea scenarist și producător executiv  |
| 2016 | Central Intelligence                      | Darla McGuckian           | Nemenționată                                  |
| 2016 | Ghostbusters                              | Dr. Abigail "Abby" Yates  |                                               |
| 2018 | Life of the Party                         | Deanna                    |                                               |
| 2018 | Can You Ever Forgive Me?                  | Lee Israel                |                                               |

### Televiziune
| An           | Titlu                      | Rol              | Note                                            |
| ------------ | -------------------------- | ---------------- | ----------------------------------------------- |
| 1997         | Jenny                      | Melissa          | Episodul: "1.5"                                 |
| 2000         | D.C.                       | Molly            | 2 episoade                                      |
| 2000–2007    | Gilmore Girls              | Sookie St. James | 122 episoade                                    |
| 2002–2005    | Kim Possible               | DNAmy (voce)     | 3 episoade                                      |
| 2004         | Curb Your Enthusiasm       | Saleswoman       | Episodul: "The Surrogate"                       |
| 2007–2009    | Samantha Who?              | Dena             | 35 episoade                                     |
| 2009         | Rita Rocks                 | Mindy Boone      | Episode: "Why Can't We Be Friends?"             |
| 2010         | Private Practice           | Lynn McDonald    | Episodul: "Best Laid Plans"                     |
| 2010–prezent | Mike & Molly               | Molly Flynn      | 92 episoade                                     |
| 2011–2014    | Saturday Night Live        | Gazdă            | 3 episoade                                      |
| 2012         | The Penguins of Madagascar | Shelley          | Episodul: "Hair Apparent/Love Takes Flightless" |